# Guy de Malherbe
Ne doit pas être confondu avec Guy Malherbe.
Pour les articles homonymes, voir Famille de Malherbe (Maine) et de Malherbe.
Guy de Malherbe, né en 1958 à Boulogne-Billancourt, est un peintre figuratif et dessinateur français.

## Biographie
Guy de Malherbe, né en 1958, est le fils d'Armand de Malherbe, président-directeur général d'une agence de publicité, et d'Angela Ubbelohde. Il fait ses études au collège Sainte-Croix de Neuilly. Il est le père de la journaliste Apolline de Malherbe et de Jean de Malherbe, le frère de l'abbé Brice de Malherbe.
Il s'est établi à Paris, où il réside et travaille. Il expose depuis 1983, individuellement ou collectivement, notamment à New York, à Paris, au Mans, à Londres et à Bruxelles. Il réside également à Poncé-sur-le-Loir où il siège au conseil municipal jusqu'en 2020. Il est propriétaire du château de Poncé depuis 2010.

## Œuvre
Sa technique est « plutôt traditionnelle, franche ». Il peint notamment des séquences mettant en scène des personnages, comme des polyptyques narratifs.
Il illustre des livres, comme L'Ombre de l'olivier d'Alain Riffaud et Christian Villeneuve en 1986, ou le Missel des dimanches 1997.
Guy de Malherbe peint aussi des paysages, en s'abandonnant d'abord au motif, sur place, notamment sur les côtes normandes, à Houlgate, Varengeville et Etretat. Il les retravaille ensuite, en atelier, en se laissant guider par son interprétation mentale et par son subconscient.
La rencontre, très jeune, avec les rivages découpés de Cadaquès et la peinture de Salvador Dali qui en souligne le caractère anthropomorphique joue un rôle déterminant dans la vocation de Guy de Malherbe. Les rivages, les roches et le dialogue entre monde minéral et organique reviendront ainsi régulièrement dans sa peinture et dominent son œuvre à partir de 2005,.
Entre-temps, Guy de Malherbe consacre quinze d’années de peinture à une expression plus intimiste, de portraits et de natures mortes sur des bois de récupération, qu’il appellera les « matériaux déconcertants». Cette peinture exalte la vie subtile des objets, et fait de l’usure des matériaux utilisés des déclencheurs de mémoire.
Selon Delarge, son œuvre est caractérisée par les supports utilisés, qui peuvent être des débris de bois, des portes ou des planches. Il tire profit d'une porte pour encadrer une femme ou créer des enfilades. Delarge juge son graphisme classique, influencé par le postimpressionnisme. Malherbe peint des femmes à contre-jour devant une fenêtre, leur ombre allongée au sol, dans une salle obscure.
En 2010, il expose une série de toiles appelée les Répliques d'un séisme : les chocs à retardement après le tremblement de terre, montrant des corps épars dans des paysages décomposés avec des failles béantes.
C'est sur le thème graphique de falaises, rochers et minéraux qu'il expose en 2016. Mais selon le critique d'art Pierre Wat, au-delà des apparentes séries successives, Malherbe recherche « une vision organique du monde, où l'unité l'emporte sur la séparation ».
Olivier Kaeppelin parle lui d’une peinture qui fait voir. Une peinture qui propose « une pensée, l’état d’une lumière, la situation d’une attente, le pari d’une réponse aux êtres et aux choses. »

## Expositions (sélection)

### Expositions personnelles
1983 
- Country Art Gallery, L.I, New York

1984 
- Galerie des Remparts, Josiane Couasnon, Le Mans

1986 
- Galerie des Remparts, Josiane Couasnon, Le Mans

1988
- Galerie des Remparts, Josiane Couasnon, Le Mans
- Galerie Vieille du Temple, Paris

1990
- Country Art Gallery, L.I, New York
- Abbaye de L’Epau, Conseil général de la Sarthe

1994 
- Galerie des Remparts, Josiane Couasnon, Le Mans

1995 
- Galerie Stiebel Modern, New York
- Galerie Sous le Passe-Partout, Montréal
- Galerie Vieille du Temple, Paris

1996 
- Galerie 13, Vienne, Autriche

1997 
- Galerie Armand Gaasch, Luxembourg

1999 
- Galerie Vieille du Temple, Paris
- Galerie des Remparts, Josiane Couasnon, Le Mans

2000 
- Galerie Sous le Passe-Partout, Montréal

2001 
- Galerie Vieille du Temple, Paris

2003 
- Musée du Mans, Collégiale St-Pierre-La-Cour Catalogue, textes Olivier Kaeppelin et Pierre Wat

2004 
- « La Figure et l’Altérité », Institut français de Budapest, Hongrie
- Wuersh and Gering - Attorneys at Law, New York

2006 
- Galerie Vieille du Temple, Paris
- Galerie des Remparts, Josiane Couasnon, Le Mans

2007 
- « 10 carrés » Installation Land Art, Château du Lude, Sarthe

2008 
- « Derelicts », Galerie Vieille du Temple, Paris ; catalogue, texte d’Alain Bonfand

2009 
- Ecole des Beaux-Arts, Nîmes
- « Itinéraires en roses », installation Land Art, château du Lude, Sarthe

2010 
- « Répliques », Galerie Vieille du Temple, Paris ; catalogue, texte d’Alain Bonfand

2012 
- « Chaos », Galerie Vieille du Temple, Paris ; catalogue, texte de Pierre Wat et poème de Luis Mizon
- Guy de Malherbe / Alexandre Hollan, Galerie Deleuze-Rochetin, Uzès, Arpaillargues
- « Obscurité/Éblouissement », installation, peinture et photographie, à la Chartreuse et la Tour Philippe Le Bel de Villeneuve-lez-Avignon

2013 
- Galerie Art Espace 83, La Rochelle

2014 
- « Falaises », Galerie Vieille du Temple, Paris

2015 
- Guy de Malherbe / Jean-Bernard Métais, Galerie Marie Hélène de La Forest Divonne
- Galerie Deleuze-Rochetin, Uzès, Arpaillargues

2016
- Galerie Mathieu et Pome Turbil, en association avec le CIC, Lyon
- Musée du Mans, Collégiale Saint-Pierre-La-Cour
- « Rivages normands », villa Montebello, Trouville-sur-Mer
- Exposition personnelle, Galerie La Forest Divonne, Bruxelles

2017 
- « Vers la mer », Galerie La Forest Divonne, Paris
- Musée d’Art, Histoire et Archéologie d’Évreux
- « Dépaysage », Musée du Mans, Collégiale Saint-Pierre-la-Cour

2018
- Galerie du Canon, Toulon
- Galerie Plein Jour, Douarnenez, avec Alexandre Hollan
- Centre des Arts André Malraux avec Alexandre Hollan, Douarnenez

2019
- Galerie La Forest Divonne, Bruxelles

### Expositions collectives
1989     
- Fisher Fine Art, Londres
- Country Art Gallery, L.I, New York
- Galerie Vieille du Temple, Paris

1990     
- Galerie Vieille du Temple, Paris

1992     
- Galerie Vieille du Temple, Paris

1994 
- Hommage à Andreï Tarkovski, Galerie Vieille du Temple, Paris
- Galerie  Klostermühle, Brême, Hude, Allemagne 1993
- « L’Art et Le Sacré », Basilique Saint-Urbain, Troyes
- Galerie Canals, Barcelone
- «Têtes», Galerie Vieille du Temple, Paris

1995 
- The Art Show, Galerie Stiebel Modern, New-York
- Galerie Vieille du Temple, Paris

1997 
- Galerie Sous Le Passe-Partout, Montréal 1996
- Art Francfort, Galerie Vieille du Temple, Paris
- Galerie Vieille du Temple, Paris

1999     
- Jill George Gallery, Londres
- Galerie Sépia, Hong-Kong
- ArtParis, Galerie Vieille du Temple, Paris
- Jill George Gallery, Londres

2000     
- ArtParis, Galerie Vieille du Temple, Paris

2001     
- Country Art Gallery, L.I, New York

2003     
- ST’ART, Foire de Strasbourg
- ArtParis, Galerie Vieille du Temple, Paris

2005     
- ST’ART, Foire de Strasbourg
- Galerie Vieille du Temple, Paris

2006  
- ArtParis, Galerie Vieille du Temple, Paris

2008     
- « Sextet », Musée des beaux-arts de Lönnström, Rauma, Finlande et Galerie Vieille du Temple, Paris
- Art Fair, Tokyo
- « 20 ans et plus », Galerie Vieille du Temple, Paris
- Galerie Art/Espace, Thonon-les-Bains
- Wuersch and Gering - Attorneys at Law, New York

2010     
- ArtParis+Guest (Frank Sorbier), Grand Palais
- Galerie Vieille du Temple, Paris
- Galerie La Sirène, Le Mans

2011     
- « Papier ! », Galerie Vieille du Temple, Paris
- ArtParis, avec Philippe Kauffmann, Grand Palais
- Galerie Vieille du Temple, Paris

2013
- « Frontalité, approches du paysage », Galerie Vieille du Temple, Paris
- « Passions Partagées », au château de Poncé, Centre d’art contemporain, Poncé–sur–le-Loir, 2012
- Art Paris, Galerie Vieille du Temple, Grand Palais, mars 2012
- « The Miller’s Quite », Guy de Malherbe avec la participation de Pierre Buraglio et Sarah Le Guern, Paillard Centre d’art contemporain, Les Moulins de Paillard, Poncé-sur-le-Loir

2014       
- « Art Paris », Grand Palais, Paris
- « Frontalité, approches du paysage (suite) », Château de Poncé, Centre d’art contemporain, Poncé–sur le-Loir

2015 
- « Art Paris », Grand Palais, Paris
- Inauguration, Galerie La Forest Divonne, Paris

2016 
- ART16, Galerie La Forest Divonne Paris-Bruxelles, Londres
- « Passion Partagée », galerie La Forest Divonne, Bruxelles

2017 
- « Geste », galerie La Forest Divonne, Paris
- « Geste », château de Poncé, Sarthe
- « Le paysage en question », Exposition au Centre d’art contemporain de Châteauvert

2018 
- Galerie La Forest Divonne, Salon Zürcher, New York
- « La Figure seule », château de Poncé, Sarthe

## Collections publiques
- Mobilier national, Manufacture des Gobelins
- Fonds national d'art contemporain (FNAC)
- Ministère des Affaires étrangères
- Conseil général de la Sarthe
- Musées du Mans
- Musée des Années Trente, Boulogne-Billancourt
- Fondation Colas
- Brittany Ferries
- Musée d'Avranches

### Notices biographiques
- « Malherbe, Guy de », dans Bénézit, Dictionnaire des peintres, sculpteurs, dessinateurs et graveurs, t. 9, Paris, éd. Gründ, 1999, p. 104.
- « Malherbe, Guy de », dans Jean-Pierre Delarge, Dictionnaire des arts plastiques modernes et contemporains, Paris, éd. Gründ, 2001, p. 792.

### Analyses
- Tom Laurent, « Guy de Malherbe, le corps éclat », dans Art Absolument, no 38, novembre-décembre 2010, p. 68-73.

### Catalogues, monographies, divers
- Dépaysages, catalogue, texte de Claude Frontisi, éd. Musée du Mans, 2016.
- Brèches, monographie, Éditions de Corlevour et La Forest Divonne, 2015.
- Revue Nunc, no 29, texte de Réginald Gaillard et Franck Damour, dessins de Guy de Malherbe, Éditions de Corlevour, 2013.
- Chaos, catalogue, texte de Pierre Wat et Luis Mizon, Éditions Galerie Vieille du Temple, 2012.
- Corps blessés couronnés par des algues, poème de Luis Mizon, illustrations Guy de Malherbe, éd. Rivières.
- Répliques, catalogue, texte d’Alain Bonfand, Éditions Galerie Vieille du Temple, 2010.
- Sextet, catalogue de l’exposition, musée des Beaux-Arts de Lönnström, Rauma, Finlande, texte de Pierre Wat, Éditions Galerie Vieille du Temple, 2008.
- Derelicts, catalogue, texte d’Alain Bonfand, Éditions Galerie Vieille du Temple, 2008.
- Je ne donne à voir que ce que je tais, texte de Patrick Cloux, « Collection Singulière », éd. Rehauts.
- Tableaux noirs, catalogue, texte de Pierre Wat, Éditions Galerie Vieille du Temple, 2006.
- Catalogue de l’exposition au musée du Mans, textes de Françoise Chaserant, Olivier Kaeppelin et Pierre Wat, 2003.
- Patrick Cloux, Le Temps de Peindre, éd. Natives, 1998.
- René Huyghe, Les signes du temps et l’art moderne, éd. Flammarion, 1985.